# 美術館の一覧
美術館の一覧（びじゅつかんのいちらん）は、主要な美術館（英: Art museum、美術系の博物館を含む）の一覧である。
「博物館」、「絵本美術館」については、それぞれの項を参照のこと。

## 日本（公立・独立行政法人）
国立
- 東京国立博物館（東京都）
- 京都国立博物館（京都府）
- 奈良国立博物館（奈良県）
- 九州国立博物館（福岡県）
- 国立西洋美術館（東京都）
- 国立国際美術館（大阪府）
- 東京国立近代美術館（東京都）
- 京都国立近代美術館（京都府）
- 国立新美術館（東京都）
- 三の丸尚蔵館（東京都）

公立
北海道
- 北海道立近代美術館
- 北海道立三岸好太郎美術館
- 北海道立函館美術館
- 北海道立旭川美術館
- 北海道立帯広美術館
- 北海道立釧路芸術館
- 札幌芸術の森美術館
- 安田侃彫刻美術館 アルテピアッツァ美唄
- 市立小樽美術館
- 苫小牧市美術博物館
- 中原悌二郎記念旭川市彫刻美術館
- 網走市立美術館
- 北網圏北見文化センター
- 釧路市立美術館

青森県
- 青森県立美術館
- 弘前れんが倉庫美術館
- 八戸市美術館
- 十和田市現代美術館
- 七戸町立鷹山宇一記念美術館

岩手県
- 岩手県立美術館
- 岩手県立石神の丘美術館

宮城県
- 宮城県美術館
- サトル・サトウ・アート・ミュージアム
- 塩竈市杉村惇美術館
- リアス・アーク美術館
- 大衡村ふるさと美術館

秋田県
- 秋田県立近代美術館
- 秋田県立美術館 平野政吉コレクション
- 秋田市立千秋美術館
- 秋田市立赤れんが郷土館
- 横手市増田まんが美術館
- 仙北市立角館町平福記念美術館

山形県
- 酒田市美術館
- 土門拳記念館
- 天童市美術館

福島県
- 福島県立美術館
- 郡山市立美術館
- いわき市立美術館
- 喜多方市美術館

栃木県
- 栃木県立美術館
- 宇都宮美術館
- 足利市立美術館
- 栃木市立美術館
- 佐野市立吉澤記念美術館
- 真岡市まちかど美術館

群馬県
- 群馬県立近代美術館
- 群馬県立館林美術館
- アーツ前橋
- 高崎市美術館
- 高崎市タワー美術館
- 富岡市立美術博物館・福沢一郎記念美術館
- 富岡市立ふるさと美術館
- みどり市立富弘美術館
- 渋川市美術館・桑原巨守彫刻美術館

茨城県
- 茨城県近代美術館
- 茨城県つくば美術館
- 茨城県天心記念五浦美術館
- 茨城県陶芸美術館
- 水戸芸術館
- しもだて美術館

埼玉県
- 埼玉県立近代美術館
- うらわ美術館
- 秩父美術館
- 高坂彫刻プロムナード

千葉県
- 千葉県立美術館
- 千葉市美術館
- 市川市東山魁夷記念館
- 市原市水と彫刻の丘
- 佐倉市立美術館

東京都
- 東京都美術館
- 東京都井の頭自然文化園彫刻園
- 東京都庭園美術館
- 東京都現代美術館
- 東京都写真美術館
- 東京藝術大学大学美術館
- 目黒区美術館
- 渋谷区立松濤美術館
- 板橋区立美術館
- 世田谷美術館
- 練馬区立美術館
- すみだ北斎美術館
- 小金井市立はけの森美術館
- 府中市美術館
- 武蔵野市立吉祥寺美術館
- 小平市平櫛田中彫刻美術館
- 青梅市立美術館
- 八王子市夢美術館
- 町田市立国際版画美術館
- O美術館
- 奥多摩町立せせらぎの里美術館

神奈川県
- 神奈川県立近代美術館
- 横浜美術館
- 川崎市市民ミュージアム
- 川崎市岡本太郎美術館
- 横須賀市美術館
- 中川一政美術館

新潟県
- 新潟県立近代美術館
- 新潟県立万代島美術館
- 新潟市美術館
- 新津美術館

富山県
- 富山県美術館
- 富山県水墨美術館
- 富山市ガラス美術館
- 佐藤記念美術館
- 富山市篁牛人記念美術館
- 高岡市美術館
- 青井記念館美術館〔富山県立高岡工芸高等学校附属〕
- 黒部市美術館
- 砺波市美術館
- 松村外次郎記念庄川美術館
- 南砺市立福光美術館

石川県
- 石川県九谷焼美術館
- 石川県七尾美術館
- 石川県立美術館
- 石川県能登島ガラス美術館
- 金沢21世紀美術館

福井県
- 福井県立美術館
- 福井市美術館
- 福井市愛宕坂茶道美術館

山梨県
- 山梨県立美術館
- 笛吹市立青楓美術館

長野県
- 長野県立美術館
- 松本市美術館
- 飯田市美術博物館
- 飯田市川本喜八郎人形美術館
- 市立小諸高原美術館・白鳥映雪館
- 小諸市立小山敬三美術館
- 佐久市立近代美術館
- 佐久市立天来記念館
- 安曇野市豊科近代美術館
- 安曇野高橋節郎記念美術館
- 田淵行男記念館
- 北アルプス展望美術館
- 信州新町美術館
- 須坂版画美術館・平塚運一版画美術館
- 諏訪市美術館
- 諏訪市原田泰治美術館
- 八ヶ岳美術館
- 奥村土牛記念美術館
- 梅野記念絵画館・ふれあい館
- おぶせミュージアム

静岡県
- 静岡県立美術館
- 静岡市美術館
- 静岡市東海道広重美術館
- 静岡市立芹沢銈介美術館
- 海野光弘版画記念館
- 浜松市美術館
- 浜松市秋野不矩美術館
- 掛川市二の丸美術館

岐阜県
- 岐阜県美術館
- 岐阜県現代陶芸美術館
- 加藤栄三・東一記念美術館
- 羽島市竹鼻町屋ギャラリー
- 大垣市守屋多々志美術館
- 多治見市美濃焼ミュージアム
- 多治見市モザイクタイルミュージアム
- 瑞浪市市之瀬廣太記念美術館
- 中山道広重美術館
- 東山魁夷 心の旅路館
- 関市立篠田桃紅美術空間
- 美濃和紙あかりアート館
- 美濃加茂市民ミュージアム
- 日比野五鳳記念美術館
- 川辺町ギャラリー山惠

愛知県
- 愛知県美術館
- 名古屋市美術館
- 清須市はるひ美術館
- 稲沢市荻須記念美術館
- 瀬戸市美術館
- 豊田市美術館
- 岡崎市美術博物館
- 岡崎市美術館
- 豊橋市美術博物館
- 刈谷市美術館
- 高浜市やきものの里かわら美術館・図書館
- 碧南市藤井達吉現代美術館

三重県
- 三重県立美術館

滋賀県
- 滋賀県立美術館
- 滋賀県立陶芸の森

京都府
- 京都市美術館
- 京都府立堂本印象美術館
- 京都府立陶板名画の庭
- 福知山市佐藤太清記念美術館

奈良県
- 奈良県立美術館
- 奈良市杉岡華邨書道美術館
- 入江泰吉記念奈良市写真美術館
- 奈良市美術館

大阪府
- 大阪府立江之子島文化芸術創造センター
- 大阪市立美術館
- 大阪市立東洋陶磁美術館
- 堺市立文化館
- 和泉市久保惣記念美術館

兵庫県
- 兵庫県公館
- 兵庫県立美術館「芸術の館」
- 神戸市立小磯記念美術館
- 神戸ファッション美術館
- 神戸ゆかりの美術館
- 姫路市立美術館
- 姫路市書写の里・美術工芸館
- 赤穂市立田淵記念館
- 岡之山美術館
- 丹波篠山市立歴史美術館
- 兵庫陶芸美術館
- 伊藤清永記念館
- 丹波市立植野記念美術館
- 南あわじ市滝川記念美術館玉青館
- 尼崎市総合文化センター
- 伊丹市立美術館
- 柿衞文庫
- 西宮市大谷記念美術館
- 芦屋市立美術博物館

和歌山県
- 和歌山県立近代美術館
- 熊野古道なかへち美術館
- 田辺市立美術館

鳥取県
- 鳥取県立美術館
- 倉吉博物館・倉吉歴史民俗資料館
- 米子市美術館

島根県
- 島根県立美術館
- 島根県立石見美術館
- 江津市水ふれあい公園水の国/MUSEUM104

岡山県
- 岡山県立美術館
- 岡山県総合文化センター
- 岡山市立オリエント美術館
- 倉敷市立美術館
- 井原市立平櫛田中美術館
- 高梁市成羽美術館
- 奈義町現代美術館

広島県
- 尾道市立美術館
- 広島県立美術館
- 広島市現代美術館
- 東広島市立美術館
- ふくやま美術館
- 八千代の丘美術館
- 奥田元宋・小由女美術館

山口県
- 山口県立美術館
- 山口県立萩美術館浦上記念館
- 下関市立美術館

徳島県
- 徳島県立近代美術館
- 相生森林美術館

香川県
- 香川県立東山魁夷せとうち美術館
- 高松市美術館
- 高松市塩江美術館
- 丸亀市猪熊弦一郎現代美術館

愛媛県
- 愛媛県美術館
- 新居浜市立郷土美術館
- 今治市河野美術館
- 今治市玉川近代美術館
- 今治市大三島美術館
- 今治市朝倉ふるさと美術古墳館

高知県
- 高知県立美術館

福岡県
- 福岡県立美術館
- 福岡市美術館
- 福岡アジア美術館
- 北九州市立美術館
- 田川市美術館
- 久留米市美術館

佐賀県
- 佐賀県立美術館

長崎県
- 長崎県美術館
- 佐世保市博物館島瀬美術センター
- 長崎市野口彌太郎記念美術館

大分県
- 大分県立美術館
- 大分市美術館
- 別府市美術館

熊本県
- 熊本県立美術館
- 熊本市現代美術館
- 坂本善三美術館
- 不知火美術館
- 八代市立博物館未来の森ミュージアム
- 芦北町立星野富弘美術館
- つなぎ美術館
- 湯前まんが美術館

宮崎県
- 宮崎県立美術館
- 都城市立美術館
- 高鍋町美術館

鹿児島県
- 鹿児島市立美術館
- 霧島アートの森

沖縄県
- 沖縄県立博物館・美術館
- 沖縄県立芸術大学付属図書・芸術資料館
- 浦添市美術館
- 読谷村立美術館

## 日本（私立）
北海道
- HOKUBU記念絵画館
- 中札内美術村
- 六花の森

青森県
- 帆風美術館

秋田県
- 大村美術館
- 天馬美術館

山形県
- 山形美術館
- 本間美術館

宮城県
- 中本誠司現代美術館
- 藤田喬平ガラス美術館

福島県
- 諸橋近代美術館
- 日本きもの文化美術館

茨城県
- いのちを語り継ぐ美術館
- 笠間日動美術館

栃木県
- 栗田美術館

群馬県
- 大川美術館
- 月夜野びーどろパーク グラスアート美術館
- 群馬ガラス工芸美術館
- ハラ ミュージアム アーク

埼玉県
- 原爆の図丸木美術館
- 蓑虫美術館
- 河鍋暁斎記念美術館
- ヤオコー川越美術館
- 角川武蔵野ミュージアム

千葉県
- SGT美術館
- DIC川村記念美術館
- ホキ美術館

東京都
- 原美術館
- 永青文庫
- 出光美術館
- 根津美術館
- 五島美術館
- 山種美術館
- 大倉集古館
- 三井記念美術館
- 上野の森美術館
- 日本民藝館
- 静嘉堂文庫美術館
- 村内美術館
- サントリー美術館
- アーティゾン美術館
- Bunkamura ザ・ミュージアム
- SOMPO美術館
- 森美術館
- 松岡美術館
- 聖徳記念絵画館
- 三鷹の森ジブリ美術館
- 東京富士美術館
- 東京オペラシティアートギャラリー
- 東京ステーションギャラリー
- 三菱一号館美術館
- 西山美術館
- 浮世絵 太田記念美術館
- 久米美術館
- 長泉院附属現代彫刻美術館
- 小川美術館
- 佐藤美術館
- 中村屋サロン美術館
- 弥生美術館
- 竹久夢二美術館
- ワタリウム美術館
- 一誠堂美術館
- ちひろ美術館・東京
- チームラボプラネッツ TOKYO DMM.com

神奈川県
- 人間国宝美術館
- 中村正義の美術館
- ポーラ美術館
- 箱根 彫刻の森美術館
- 箱根美術館
- 岡田美術館
- 箱根ラリック美術館

新潟県
- 駒形十吉記念美術館
- 敦井美術館

富山県
- ギャルリ・ミレー
- 世界一かわいい美術館
- 秋水美術館
- 樂翠亭美術館
- 西田美術館

石川県
- 大樋美術館

山梨県
- アフリカンアートミュージアム
- 清春白樺美術館
- 清里ポーセリンミュージアム
- 須玉美術館
- フジヤマミュージアム
- 清春 旅と空想の美術館

長野県
- 北野美術館
- 北野カルチュラルセンター
- 水野美術館
- 池田満寿夫美術館
- 北澤美術館
- SUWAガラスの里の美術館
- 軽井沢絵本の森美術館
- 小さな美術館軽井沢草花館
- 脇田美術館
- セゾン現代美術館
- サンリツ服部美術館
- 安曇野ジャンセン美術館
- 安曇野山岳美術館
- 絵本美術館 森のおうち
- 蓼科テディベア美術館
- 康耀堂美術館
- 碌山美術館
- 軽井沢千住博美術館
- 安曇野ちひろ美術館
- 軽井沢安東美術館

静岡県
- 伊豆の長八美術館
- 駿府博物館
- 佐野美術館
- 常葉美術館
- フェルケール博物館
- 池田20世紀美術館
- MOA美術館
- 富士美術館
- 象牙と石の彫刻美術館-ジュエルピア-
- 静岡近代美術館
- 資生堂アートハウス
- ベルナール・ビュフェ美術館

岐阜県
- 日本国際ポスター美術館
- 飛騨高山美術館
- 光記念館
- 齋藤美術館

愛知県
- 徳川美術館
- 昭和美術館
- 桑山美術館
- 古川美術館
- 大一美術館
- 楽只美術館
- 堀美術館
- マスプロ美術館
- 名古屋ボストン美術館
- 紫峰人形美術館
- メナード美術館
- 杉本美術館
- かみや美術館
- ティレク・ティレセク美浜美術館
- ヤマザキマザック美術館
- 茶臼山 高原の美術館
- 横山美術館

三重県
- パラミタミュージアム
- ルーブル彫刻美術館
- マコンデ美術館
- 伊勢現代美術館
- 澄懐堂美術館

滋賀県
- 佐川美術館
- MIHO MUSEUM
- 三橋節子美術館
- 成田美術館
- 黒壁ガラス館
- ボーダレス・アートミュージアム NO-MA
- 海洋堂フィギュアミュージアム黒壁

京都府
- ヒカリ美術館
- こころの森美術館
- 森の中の家 安野光雅館
- 北村美術館
- 細見美術館
- 野村美術館
- 泉屋博古館
- 承天閣美術館
- 茶道資料館
- 高麗美術館
- 古田織部美術館
- 松花堂
- 京セラギャラリー
- 福田美術館
- 藤井斉成会有鄰館
- 霞中庵 竹内栖鳳記念館
- アサヒグループ大山崎山荘美術館
- 京都ギリシアローマ美術館
- ルイ・イカール美術館
- 清水三年坂美術館

奈良県
- 大和文華館
- 中野美術館
- 松伯美術館
- 寧楽美術館
- 茶房長谷路
- 富本憲吉記念館

大阪府
- 南蛮文化館
- 藤田美術館
- 湯木美術館
- 大阪文化館・天保山
- 上方浮世絵館
- 山王美術館
- あべのハルカス美術館
- 大阪モノレール美術館
- 逸翁美術館
- 正木美術館
- 小林美術館
- コヤノ美術館本館

兵庫県
- 俵美術館
- BBプラザ美術館
- 世良美術館
- プラトン装飾美術館
- うろこ美術館
- 神戸北野美術館
- 波止場町TEN×TEN
- 頴川美術館
- 香雪美術館
- 滴翠美術館
- 鉄斎美術館
- 白鶴美術館
- 豊雲記念館
- 黒川古文化研究所
- エンバ中国近代美術館
- あさご芸術の森美術館
- 城崎美術館
- 但陽美術館
- 淡路大磯アート山・大石可久也美術館
- コヤノ美術館西脇館

和歌山県
- 串本応挙芦雪館
- 紀州博物館

鳥取県
- 鳥取民芸美術館
- 渡辺美術館
- 三朝バイオリン美術館
- 植田正治写真美術館

島根県
- 足立美術館
- 田部美術館
- 加納美術館
- 松江北堀美術館

岡山県
- 犬島アートプロジェクト
- 華鴒大塚美術館
- 大原美術館
- 林原美術館
- 倉敷刀剣美術館
- 夢二郷土美術館
- 加計美術館

広島県
- 泉美術館
- なかた美術館
- ひろしま美術館
- 中川美術館
- ウッドワン美術館

山口県
- 柏原美術館

徳島県
- 大塚国際美術館
- 鳴門ガレの森美術館
- 菘翁美術館

香川県
- 四国村ギャラリー
- ベネッセアートサイト直島
- ベネッセハウス
- 地中美術館
- 李禹煥美術館
- 豊島美術館
- 豊島横尾館
- 丸亀美術館
- 丸亀平井美術館
- イサム・ノグチ庭園美術館

愛媛県
- タオル美術館ICHIHIRO
- 高畠華宵大正ロマン館

福岡県
- 出光美術館
- 九州産業大学美術館

佐賀県
- 有田陶磁美術館

長崎県
- ハウステンボス美術館
- 祈りの丘絵本美術館

熊本県
- 島田美術館
- 古代の郷美術館

鹿児島県
- 長島美術館

沖縄県
- 佐喜眞美術館

## ヨーロッパ

### フランス
- ルーヴル美術館（パリ）
- オルセー美術館（パリ）
- オランジュリー美術館（パリ）
- 国立近代美術館 (フランス) - ポンピドゥー・センター内（パリ）
- マルモッタン美術館（パリ）
- プティ・パレ美術館（パリ）
- グラン・パレ（パリ）
- コニャック＝ジェイ美術館（パリ）
- チェルヌスキ美術館(Musée Cernuschi)（パリ）
- ジャックマール＝アンドレ美術館（パリ）
- ロマン派美術館（パリ）
- カルティエ財団現代美術館（パリ）
- カルナヴァレ博物館（パリ）
- パリ市立近代美術館（パリ）
- パレ・ド・トーキョー（パリ）
- 装飾芸術美術館（パリ）
- ザッキン美術館(Musée Zadkine)（パリ）
- ギメ東洋美術館（パリ）
- ケ・ブランリ美術館（パリ）
- ウジェーヌ・ドラクロワ美術館（パリ）
- ピカソ美術館（パリ）
- ギュスターヴ・モロー美術館（パリ）
- 国立中世美術館（パリ）
- ヴァル・ド・マルヌ現代美術館(Musée d'Art Contemporain du Val-de-Marne)（パリ）
- ジュ・ド・ポーム国立美術館（パリ）
- ロダン美術館（パリ)
- モンマルトル美術館（パリ)
- 現代美術館 (モンソロー城) (モンソロー城, モンソロ)
- ポン・タヴェン美術館
- アラス美術館（アラス）
- アングル美術館（モントーバン）
- アンジェ美術館（アンジェ）
- ヴァランシエンヌ美術館（ヴァランシエンヌ）
- ヴェルサイユ宮殿美術館（ヴェルサイユ）
- ウジェーヌ・ブーダン美術館（オンフルール）
- オーギュスタン美術館(Musée des Augustins)（トゥールーズ）
- オルレアン美術館（オルレアン）
- カーン美術館（カーン）
- カンペール美術館（カンペール）
- クールベ美術館（オルナン）
- グラネ美術館(Musée Granet)（エクス＝アン＝プロヴァンス）
- クリスチャン・ディオール美術館（グランヴィル）
- グルノーブル美術館（グルノーブル）
- コンデ美術館(Musée Condé)（シャンティー）
- コンピエーニュ城美術館（コンピエーニュ）
- ジヴェルニー印象派美術館（ジヴェルニー）
- ジェラール男爵美術館（バイユー）
- シャルトル美術館（シャルトル）
- ストラスブール美術館（ストラスブール）
- ストラスブール近代美術館（ストラスブール）
- セーヴル陶磁器美術館(Sèvres – Cité de la céramique)（セーヴル）
- ダンケルク美術館（ダンケルク）
- ダンケルク現代美術館（ダンケルク）

- ディジョン美術館（ディジョン）
- トゥール美術館（トゥール）
- トゥールーズ＝ロートレック美術館(Musée Toulouse-Lautrec)（アルビ）
- トマ＝アンリ美術館(Musée Thomas-Henry)（シェルブール＝オクトヴィル）
- トロワ近代美術館（トロワ）
- ナンシー美術館（ナンシー）
- ナンシー派美術館（ナンシー）
- ナント美術館（ナント）
- バンベルグ財団美術館(Hôtel d'Assézat)（トゥールーズ）
- ピカソ美術館（ヴァロリス）
- ピカルディー美術館（アミアン）
- ファーブル美術館（モンペリエ）
- フォンテーヌブロー城美術館（フォンテーヌブロー）
- ブザンソン美術館（ブザンソン）
- ポー城国立美術館（ベアルン）
- ボナ美術館（バイヨンヌ）
- ボルドー美術館（ボルドー）
- ボルドー装飾芸術美術館（ボルドー）
- マティス美術館(Matisse Museum)（ノール県）
- マニャン美術館(Musée Magnin)（ディジョン）
- マルセイユ美術館（マルセイユ）
- マルメゾン城美術館（リュエイユ＝マルメゾン）
- マルロー美術館(Museum of modern art André Malraux)（ル・アーヴル）
- モーリス・ドニ美術館(Musée départemental Maurice Denis "The Priory")（サン＝ジェルマン＝ア＝レイ）
- ランス美術館（ランス）
- ランビネ美術館（ヴェルサイユ）
- リール宮殿美術館（リール）
- リヨン美術館（リヨン）
- ルーアン美術館（ルーアン）
- ラ・ピシーヌ美術館(La Piscine Museum)（ラ・ピシーヌ）
- ルネサンス美術館（エクアン）
- レンヌ美術館（ブルターニュ）
- ロジェ＝キリオ美術館（クレルモン・フェラン）
- ゴヤ美術館（タルヌ県カストル）

### イギリス
- 大英博物館（ロンドン）
- ナショナルギャラリー（ロンドン）
- ナショナル・ポートレート・ギャラリー（ロンドン）
- テート・ギャラリー（ロンドン）
  - テート・ブリテン（ロンドン）
  - テート・モダン（ロンドン）
  - テート・リバプール（リヴァプール）
- コートールド・ギャラリー（ロンドン）
- ヴィクトリア&アルバート博物館（ロンドン）
- ウォレス・コレクション（ロンドン）
- ケンウッド・ハウス（ロンドン）
- サー・ジョン・ソーンズ美術館（ロンドン）
- ダリッジ・ピクチャー・ギャラリー（ロンドン）
- サーチ・ギャラリー（ロンドン）
- アスプリー・ハウス（ロンドン）
- ロイヤル・アカデミー・オブ・アーツ（ロンドン）
- ヘイワード・ギャラリー（ロンドン）
- 国立海事博物館（ロンドン）
- ギルドホール・アート・ギャラリー（ロンドン）
- ウィリアム・モリス・ギャラリー(William Morris Gallery)（ロンドン）
- レイトンハウス美術館(Leighton House Museum)（ロンドン）
- デザイン・ミュージアム(Design Museum)（ロンドン）
- アシュモレアン博物館（イングランド、オックスフォード）
- フィッツウィリアム美術館（イングランド、ケンブリッジ）
- サウサンプトン美術館(Southampton City Art Gallery)（イングランド、サウサンプトン）
- シェフィールド美術館（イングランド、シェフィールド）
- ダービー博物館・美術館（イングランド、ダービー）
- タイン・アンド・ウィア美術館（イングランド、タイン・アンド・ウィア）
- ボウズ博物館(Bowes Museum)（イングランド、ダラム）
- チェルトナム美術館（イングランド、チェルトナム）
- レイング・アート・ギャラリー(Laing Art Gallery)（イングランド、ニューカッスル・アポン・タイン）
- ノーフォーク美術館（イングランド、ノーフォーク）
- ノッティンガム城博物館・美術館（イングランド、ノッティンガム）
- バーミンガム美術館（イングランド、バーミンガム）
- バーバー美術協会(Royal Birmingham Society of Artists)（イングランド、バーミンガム）
- キャノン・ホール美術館(Cannon Hall)（イングランド、バーンズリー）
- フェレンス美術館(Ferens Art Gallery)（イングランド、ハル）
- ブリストル市立博物館・美術館（イングランド、ブリストル）
- ブライトン・アンド・ホーヴ美術館（イングランド、ブライトン・アンド・ホーヴ）
- プリマス・シティ・ミュージアム(Plymouth City Museum and Art Gallery)（イングランド、プリマス）
- ラッセル＝コーツ美術館(Russell-Cotes Art Gallery & Museum)（イングランド、ボーンマス）
- マンチェスター市立美術館（イングランド、マンチェスター）
- ヨーク・アート・ギャラリー(York Art Gallery)（イングランド、ヨーク）
- リーズ市立美術館(Leeds City Museum)（イングランド、リーズ）
- ウォーカー・アート・ギャラリー（イングランド、リヴァプール）
- サドリー・ハウス(Sudley House)（イングランド、リヴァプール）
- レディ・リーヴァー美術館（イングランド、マージーサイド）
- ニュー・ウォーク美術館(New Walk Museum)（イングランド、レスター）
- スコットランド国立美術館（スコットランド、エディンバラ）
- スコットランド国立肖像画美術館（スコットランド、エディンバラ）
- ケルヴィングローヴ美術館・博物館（スコットランド、グラスゴー）
- アバディーン美術館（スコットランド、アバディーン）
- グラスゴー大学付属ハンタリアン博物館・美術館(Hunterian Museum and Art Gallery)（スコットランド、グラスゴー）
- カーディフ国立美術館(National Museum Cardiff)（ウェールズ、カーディフ）
- グリン・ヴィヴィアン・アート・ギャラリー(Glynn Vivian Art Gallery)（ウェールズ、スウォンジー）

### ドイツ
- アルテ・ピナコテーク（ミュンヘン）
- ノイエ・ピナコテーク（ミュンヘン）
- ピナコテーク・デア・モデルネ（ミュンヘン）
- レンバッハハウス美術館（ミュンヘン）
- グリュプトテーク（ミュンヘン）
- ハウス・デア・クンスト（ミュンヘン）（「ピナコテーク・デア・モデルネ」の項参照）
- シュテーデル美術館（フランクフルト・アム・マイン）
- シルン美術館（フランクフルト・アム・マイン）
- フランクフルト近代美術館（フランクフルト・アム・マイン）
- ドレスデン美術館（ドレスデン）
  - アルテ・マイスター絵画館
  - ノイエ・マイスター絵画館
- ベルリン美術館（ベルリン）
  - ムゼウムスインゼル（博物館島）-ペルガモン博物館他
  - 絵画館
  - 旧国立美術館
- バルベリーニ美術館（ポツダム）
- フォルクヴァンク美術館（エッセン）
- ホルスト・ヤンセン美術館(Horst Janssen Museum)（オルデンブルク）
- ニーダーザクセン州立美術館（オルデンブルク）
- シュプレンゲル美術館(Sprengel Museum)（ハノーファー）
- カールスルーエ州立美術館（カールスルーエ）
- カッセル州立美術館（カッセル）
- ヴァルラフ・リヒャルツ美術館（ケルン）
- ルートヴィヒ美術館（ケルン）
- ゲオルク・シェーファー美術館（シュヴァインフルト）
- ヘッセン州立美術館(Hessisches Landesmuseum Darmstadt)（ダルムシュタット）
- クンストパラスト美術館(Museum Kunstpalast)（デュッセルドルフ）
- オストバル美術館(Museum Ostwall)（ドルトムント）
- インゼル・ホンブロイヒ美術館（ホンブロイヒ）
- ゲルマン国立博物館（ニュルンベルク）
- アントン・ウルリッヒ公爵美術館（ブラウンシュヴァイク）
- ブレーメン美術館（ブレーメン）
- マンハイム市立美術館（マンハイム）
- ライプツィヒ造形美術館（ライプツィヒ）

### オランダ
- アムステルダム国立美術館（アムステルダム）
- ゴッホ美術館（アムステルダム）
- 屋根裏部屋の教会(Ons' Lieve Heer op Solder)（アムステルダム）
- レンブラントの家（アムステルダム）
- アムステルダム市立近代美術館（アムステルダム）
- マウリッツハイス美術館（デン・ハーグ）
- デン・ハーグ市立美術館(Gemeentemuseum Den Haag)（デン・ハーグ）
- エッシャー美術館(Escher Museum)（デン・ハーグ）
- ブレディウス美術館（デン・ハーグ）
- プリンセンホフ博物館(Prinsenhof)（デルフト）
- タイラース美術館(Teylers Museum)（ハールレム）
- フランス・ハルス美術館（ハールレム）
- クレラー・ミュラー美術館（オッテルロー）
- ユトレヒト中央美術館（ユトレヒト）
- カタリナ・コベント博物館(Museum Catharijneconvent)（ユトレヒト）
- ボネファンテン美術館(Bonnefanten Museum)（マーストリヒト）
- ドルトレヒト美術館（ドルトレヒト）
- ラーケンハル美術館(Museum De Lakenhal)（ライデン）
- ボイマンス・ヴァン・ベーニンゲン美術館（ロッテルダム）
- ヴァンアッベ市立美術館（アイントホーフェン）

### スペイン
- プラド美術館（マドリード）
- ソフィア王妃芸術センター（マドリード）
- ティッセン＝ボルネミッサ美術館（マドリード）
- ラサロ・ガルディアーノ美術館(Museum of Lázaro Galdiano)（マドリード）
- 王立サン・フェルナンド美術アカデミー（マドリード）
- ソローリャ美術館(Sorolla Museum)（マドリード）
- ヴァレンシア美術館（ヴァレンシア）
- サンタ・クルス美術館(Museum of Santa Cruz)（トレド）
- バルセロナ現代美術館（バルセロナ）
- ピカソ美術館（バルセロナ）
- カタルーニャ美術館（バルセロナ）
- ビルバオ・グッゲンハイム美術館（ビルバオ）
- ビルバオ美術館（ビルバオ）

### ポルトガル
- 国立古美術館 （リスボン）
- ベラルド・コレクション(Berardo Collection Museum) （リスボン）

### イタリア・バチカン
- ウフィツィ美術館（フィレンツェ）
- アカデミア美術館（フィレンツェ）
- ピッティ美術館（フィレンツェ）
- フィレンツェ近代絵画館（フィレンツェ）
- ホーン財団美術館（フィレンツェ）
- ブレラ美術館（ミラノ）
- スフォルツェスコ城市立美術館（ミラノ）
- アンブロシアーナ絵画館(Pinacoteca Ambrosiana)（ミラノ）
- ディオチェザーノ美術館（ミラノ）
- ポルディ・ペッツォーリ美術館（ミラノ）
- バガッティ・ヴァルセッキ美術館(Bagatti Valsecchi Museum)（ミラノ）
- ボルゲーゼ美術館（ローマ）
- カピトリーノ美術館（ローマ）
- 国立古典絵画館（パラッツォ・バルベリーニ）（ローマ）
- コロンナ美術館(Palazzo Colonna)（ローマ）
- スパーダ美術館(Palazzo Spada)（ローマ）
- ドーリア・パンフィーリ美術館（ローマ）
- ローマ国立博物館（テルメ博物館）（ローマ）
- ヴィラ・ジュリア国立博物館（ローマ）
- ローマ現代アート美術館（ローマ）
- 18世紀ヴェネツィア美術館カ・レッツォニコ（ヴェネツィア）
- アッカデミア・カッラーラ（ベルガモ）
- アカデミア美術館（ヴェネツィア）
- ウンブリア国立絵画館(Galleria Nazionale dell'Umbria)（ペルージャ）
- エステンセ美術館(Galleria Estense)（モデナ）
- カ・ペーザロ国際現代美術館（ヴェネツィア）
- カポディモンテ美術館（ナポリ）
- クエリーニ・スタンパリア美術館(Pinacoteca Querini Stampalia)（ヴェネツィア）
- コッレール美術館(Museo Correr)（ヴェネツィア）
- コンコルディ美術館（ロヴィーゴ）
- サバウダ美術館（トリノ）
- シエナ国立美術館（シエナ）
- ストラーダ・ヌオーヴァ美術館（ジェノヴァ）
- スピノーラ宮国立美術館（ジェノヴァ）
- トリノ市立古典美術館/マダマ宮殿(Turin City Museum of Ancient Art/Palazzo Madama)（トリノ）
- トレヴィーゾ市立美術館（トレヴィーゾ）
- トレント・ロヴェレート近現代美術館（ロヴェレート）
- パラッツォ・マンシ国立美術館(Museo Nazionale di Palazzo Mansi)（ルッカ）
- パラッツォ・レオーニ・モンタナーリ美術館（ヴィチェンツァ）
- フェラーラ国立絵画館（フェラーラ）
- プラート市立美術館（プラート）
- フランケッティ美術館（ヴェネツィア）
- ペギー・グッゲンハイム・コレクション（ヴェネツィア）
- ボローニャ国立絵画館(Pinacoteca Nazionale di Bologna)（ボローニャ）
- マラスピーナ美術館（パドヴァ）
- マルケ国立美術館(Palazzo Ducale)（ウルビーノ）
- リーゾ館（パレルモ）
- リソルジメント博物館(Museum of the Risorgimento)（トリノ）
- バチカン美術館（バチカン市国）

### スイス
- ビュールレ・コレクション（チューリッヒ）
- チューリヒ美術館（チューリッヒ）
- ジュネーヴ近現代美術館(Centre d’Art Contemporain Genève)（ジュネーヴ）
- ジュネーヴ美術・歴史博物館(Musée d'Art et d'Histoire)（ジュネーヴ）
- ラート美術館（ジュネーヴ）
- アリアナ美術館(Musée Ariana)（ジュネーヴ）
- ローザンヌ州立美術館（ローザンヌ）
- アール・ブリュット・コレクション（ローザンヌ）
- ヴィンタートゥール美術館（ヴィンタートゥール）
- オスカー・ラインハルト・コレクション（ヴィンタートゥール）
- バーゼル市立美術館（バーゼル）
- ベルン美術館（ベルン）
- パウル・クレー・センター（ベルン）
- ルガーノ市立美術館（ルガーノ）
- セガンティーニ美術館（サン・モリッツ）
- アスコーナ近代美術館（アスコーナ）
- ローゼンガルト・コレクション（ルツェルン）
- チロル州立美術館（チロル）
- ザンクト・ガレン美術館（ザンクト・ガレン）

### オーストリア
- 美術史美術館（ウィーン）
- アルベルティーナ美術館（ウィーン）
- リヒテンシュタイン美術館（ウィーン）
- セセッション館（ウィーン）
- オーストリア・ギャラリー（ウィーン）
- グスティヌス・アンブロシ美術館（ウィーン）
- ウィーン市立歴史博物館 （ウィーン）
- 造形美術アカデミー絵画館 （ウィーン）
- ウィーン近代美術館 （ウィーン）
- ウィーン応用美術館 （ウィーン）
- レオポルト美術館 （ウィーン）
- レジデンツ・ギャラリー(Residenzgalerie)（ザルツブルク）

### ベルギー
- マイヤー・ファン・デン・ベルグ美術館（アントウェルペン）
- ルーベンスの家（アントウェルペン）
- ロコックス・ハウス(Rockox House)（アントウェルペン）
- アントワープ王立美術館（アントウェルペン）
- ベルギー王立美術館（ブリュッセル）
- マグリット美術館(Magritte Museum)（ブリュッセル）
- ダヴィッド・アンド・アリス・ヴァン・ビューレン美術館(Museum David and Alice van Buuren)（ブリュッセル）
- オルタ美術館（ブリュッセル）
- イクセル美術館(Museum of Ixelles)（ブリュッセル）
- アントワーヌ・ウィールツ美術館（ブリュッセル）
- グルーニング美術館（ブルッヘ）
- ベリ美術館 （ブルッヘ）
- メムリンク美術館 （ブルッヘ）
- ゲント美術館（ヘント）
- リエージュ近代美術館（リエージュ）
- ワロン美術館（リエージュ）
- モザン美術館（リエージュ）
- トゥルネー美術館（トゥルネー）
- ナミュール古典美術館（ナミュール）
- フェリシアン・ロップス美術館（ナミュール）
- モンス美術館（モンス）

### アイルランド
- アイルランド国立美術館（ダブリン）
- アイルランド現代美術館（ダブリン）
- ヒュー・レイン市立近代美術館(Dublin City Gallery The Hugh Lane)（ダブリン）

### デンマーク
- コペンハーゲン国立美術館（コペンハーゲン）
- オードロップゴー美術館（コペンハーゲン）
- トーヴァルセン美術館 （コペンハーゲン）
- ニイ・カールスベルグ・グリプトテク美術館 （コペンハーゲン）
- ヒアシュプロング美術館 （コペンハーゲン）
- デンマーク工芸博物館 (Danish Museum of Art & Design)（コペンハーゲン）
- ルイジアナ近代美術館（コペンハーゲン郊外）
- アロス・オーフス美術館(ARoS Aarhus Kunstmuseum)（オーフス）

### スウェーデン
- スウェーデン国立美術館（ストックホルム）
- ストックホルム近代美術館（ストックホルム）
- ストックホルム東洋美術館(Museum of Far Eastern Antiquities)（ストックホルム）
- リリエバルク美術館（ストックホルム）
- イェーテボリ美術館（ヨーテボリ）

### ノルウェー
- オスロ国立美術館（オスロ）
- ムンク美術館（オスロ）
- ノルウェー工芸美術館(Norwegian Museum of Decorative Arts and Design)（オスロ）
- コーデー・ベルゲン美術館（ベルゲン）

### フィンランド
- シネブリュコフ美術館（ヘルシンキ）
- アテネウム美術館(Ateneum)（ヘルシンキ）
- ヘルシンキ現代美術館 （ヘルシンキ）
- デザイン博物館(Design Museum) （ヘルシンキ）

### チェコ
- プラハ国立美術館（プラハ）
- ミュシャ博物館（プラハ）
- 美術工芸博物館（プラハ）

### ポーランド
- ワルシャワ国立美術館（ワルシャワ）
- チャルトリスキ美術館（クラクフ）
- クラクフ国立美術館（クラクフ）
- ポズナン国立美術館(National Museum, Poznań)（ポズナン）

### ハンガリー
- ハンガリー国立美術館（ブダペスト）
- ブダペスト国立西洋美術館（ブダペスト）

### ルーマニア
- ルーマニア国立美術館(National Museum of Art of Romania)（ブカレスト）
- ブルケンタール国立博物館(Brukenthal National Museum)（シビウ）
- ブラショフ美術館（ブラショフ）
- クラヨーヴァ美術館（クラヨーヴァ）

### セルビア
- ベオグラード国立美術館(National Museum of Serbia)（ベオグラード）

### アルメニア
- アルメニア国立美術館（エレバン）

### スロベニア
- スロベニア国立美術館（リュブリャナ）

### クロアチア
- ザグレブ現代美術館(Modern Gallery, Zagreb)（ザグレブ）

### ロシア
- エルミタージュ美術館（サンクトペテルブルク）
- ロシア美術館（サンクトペテルブルク）
- プーシキン美術館（モスクワ）
- トレチャコフ美術館（モスクワ）
- モスクワ現代美術館(Moscow Museum of Modern Art)（モスクワ）

## 北米

### アメリカ合衆国
- ワシントンD.C.
  - ナショナル・ギャラリー (ワシントン)
  - コーコラン美術館
  - ハーシュホーン博物館と彫刻の庭
  - フリーア美術館
  - 国立肖像画美術館
  - 国立女性美術館(National Museum of Women in the Arts)
  - 国立アフリカ美術館
  - スミソニアン・アメリカ美術館(Smithsonian American Art Museum)
  - アーサー・M・サックラー・ギャラリー
  - フィリップス・コレクション
  - レンウィック・ギャラリー(Renwick Gallery)
- ニューヨーク
  - メトロポリタン美術館
  - ニューヨーク近代美術館
  - グッゲンハイム美術館
  - ダヘッシュ美術館(Dahesh Museum of Art)
  - フリック・コレクション
  - ブルックリン美術館
  - モルガン・ライブラリー
  - アフリカン・アート美術館
  - ニュー・ミュージアム・オブ・コンテンポラリー・アート
  - クーパー・ヒューイット国立デザイン博物館
  - アーノット美術館(Arnot Art Museum)
  - クロイスターズ（メトロポリタン美術館の別館）
  - ミュージアム・オブ・アーツ・アンド・デザイン
- アーカンソー州
  - クリスタル・ブリッジーズ・アメリカン・アート美術館（アーカンソー州ベントンビル）
- アラバマ州
  - バーミングハム美術館（アラバマ州バーミングハム）
  - ワーナー美術館(Tuscaloosa Museum of Art)（アラバマ州タスカルーサ）
  - モンゴメリー美術館(Montgomery Museum of Fine Arts)（アラバマ州モンゴメリー）
- アリゾナ州
  - フェニックス・アート・ミュージアム(Phoenix Art Museum)（アリゾナ州フェニックス）
  - ハード美術館（アリゾナ州フェニックス）
  - アリゾナ州立大学美術館(Arizona State University Art Museum)（アリゾナ州フェニックス）
- イリノイ州
  - シカゴ美術館（シカゴ美術研究所）（イリノイ州シカゴ）
  - シカゴ現代美術館（イリノイ州シカゴ）
  - シカゴ大学スマート美術館(Smart Museum of Art)（イリノイ州シカゴ）
- インディアナ州
  - インディアナポリス美術館（インディアナ州インディアナポリス）
  - ノートルダム大学スナイト美術館(Snite Museum of Art)（インディアナ州ノートルダム）
  - インディアナ大学美術館(Indiana University Art Museum)（インディアナ州ブルーミントン）
  - ボール州立大学美術館(David Owsley Museum of Art Ball State University)（インディアナ州マンシー）
- ヴァージニア州
  - クライスラー美術館（ヴァージニア州ノーフォーク）
  - ヴァージニア美術館(Virginia Museum of Fine Arts)（ヴァージニア州リッチモンド）
- ヴァーモント州
  - シェルバーン美術館(Shelburne Museum)（ヴァーモント州シェルバーン）
- ウィスコンシン州
  - チェゼン美術館(Chazen Museum of Art)（ウィスコンシン州マディソン）
  - ミルウォーキー美術館(Milwaukee Art Museum)（ウィスコンシン州ミルウォーキー）
- オクラホマ州
  - フィルブルック美術館（オクラホマ州タルサ）
- オハイオ州
  - オベリン大学アレン記念美術館(Allen Memorial Art Museum)（オハイオ州オベリン）
  - クリーブランド美術館（オハイオ州クリーブランド）
  - コロンバス美術館（オハイオ州コロンバス）
  - シンシナティ美術館(Cincinnati Art Museum)（オハイオ州シンシナティ）
  - デイトン美術館(Dayton Art Institute) （オハイオ州デイトン）
  - トレド美術館（オハイオ州トレド）
- オレゴン州
  - ポートランド美術館（オレゴン州ポートランド）
  - オレゴン大学ジョーダン・シュニッツァー美術館（オレゴン州ユージーン）
- カリフォルニア州
  - サンフランシスコ近代美術館（カリフォルニア州サンフランシスコ）
  - デ・ヤング美術館（カリフォルニア州サンフランシスコ）
  - リージョン・オブ・オナー美術館(Legion of Honor)（カリフォルニア州サンフランシスコ）
  - ティムケン美術館（カリフォルニア州サンディエゴ）
  - サンディエゴ美術館(San Diego Museum of Art)（カリフォルニア州サンディエゴ）
  - ハギン美術館(Haggin Museum)（カリフォルニア州ストックトン）
  - J・ポール・ゲティ美術館（カリフォルニア州ロサンゼルス）
  - ロサンゼルス現代美術館（カリフォルニア州ロサンゼルス）
  - ロサンゼルス・カウンティ美術館（カリフォルニア州ロサンゼルス）
  - クロッカー美術館(Crocker Art Museum)（カリフォルニア州サクラメント）
  - ハンティントン・ライブラリー（カリフォルニア州サン・マリノ）
  - ノートン・サイモン美術館（カリフォルニア州パサデナ）
  - バークレー美術館(Berkeley Art Museum and Pacific Film Archive)（カリフォルニア州バークレー）
- カンザス州
  - ウィチタ美術館(Wichita Art Museum)（カンザス州ウィチタ）
  - ネルソン・アトキンス美術館（カンザス州カンサスシティ）
  - カンザス大学スペンサー美術館(Spencer Museum of Art)（カンザス州ローレンス）
- コネティカット州
  - ワズワース・アテネウム美術館（コネティカット州ハートフォード）
  - ニューブリテン・ミュージアム・オブ・アメリカンアート(New Britain Museum of American Art)（コネティカット州ニューブリテン）
  - イエール大学美術館(Yale University Art Gallery)（コネティカット州ニューヘブン）
- コロラド州
  - デンバー美術館（コロラド州デンバー）
- サウスカロライナ州
  - コロンビア美術館(Columbia Museum of Art)（サウスカロライナ州コロンビア）
  - ボブ・ジョーンズ大学美術館(Bob Jones University#Museum and gallery)（サウスカロライナ州グリーンビル）
- ジョージア州
  - ハイ美術館（ジョージア州アトランタ）
- テキサス州
  - エル・パソ美術館(El Paso Museum of Art)（テキサス州エル・パソ）
  - ダラス美術館（テキサス州ダラス）
  - ヒューストン美術館（テキサス州ヒューストン）
  - メニル・コレクション（テキサス州ヒューストン）
  - キンベル美術館(Kimbell Art Museum)（テキサス州フォート・ワース）
  - エーモン・カーター美術館（テキサス州フォート・ワース）
  - チナティ・ファンデーション（テキサス州マーファ）
- テネシー州
  - ブルックス美術館(Memphis Brooks Museum of Art)（テネシー州メンフィス）
  - ディクソン・ギャラリー・アンド・ガーデン(Dixon Gallery and Gardens)（テネシー州メンフィス）
  - チークウッド・ボタニカル・ガーデン・アンド・ミュージアム・オブ・アート（テネシー州ナッシュビル）
- デラウェア州
  - デラウェア美術館（デラウェア州ウィルミントン）
- ニュージャージー州
  - プリンストン大学美術館（ニュージャージー州プリンストン）
- ニューハンプシャー州
  - フッド美術館(Hood Museum of Art)（ニューハンプシャー州ハノーヴァー）
  - キュリア美術館(Currier Museum of Art)（ニューハンプシャー州マンチェスター）
- ニューヨーク州
  - オルブライト＝ノックス美術館（ニューヨーク州バッファロー）
  - エバーソン美術館（ニューヨーク州シラキュース）
  - コーニング・ガラス美術館(Corning Museum of Glass)（ニューヨーク州フィンガーレイクス）
  - ヴァッサー大学付属フランシス・リーマン・ロブ・アート・センター(Frances Lehman Loeb Art Center)（ニューヨーク州ポキプシー）
  - ロチェスター大学記念美術館(Memorial Art Gallery)（ニューヨーク州ロチェスター）
- ネブラスカ州
  - ジョスリン美術館（ネブラスカ州オマハ）
- ノースカロライナ州
  - デューク大学ナシャー美術館(Nasher Museum of Art)（ノースカロライナ州ダーラム）
  - ノースカロライナ美術館(ノースカロライナ州ローリー)
  - ノースカロライナ大学オークランド・アート・ミュージアム(Ackland Art Museum)（ノースカロライナ州チャペルヒル）
  - ミント美術館(Mint Museum) (ノースカロライナ州シャーロット)
  - レイノルダ・ハウス美術館(ノースカロライナ州ウィンストン・セーラム)
- ハワイ州
  - ホノルル美術館（ハワイ州ホノルル）
- フロリダ州
  - ノートン美術館(Norton Museum of Art)(フロリダ州ウエストパームビーチ)
  - ジョン・アンド・メーベル・リングリング・ミュージアム・オブ・アート(John and Mable Ringling Museum of Art)（フロリダ州サラソータ）
  - マイアミ大学ロウ美術館(Lowe Art Museum)（フロリダ州マイアミ）
  - ビスカヤ博物館および庭園(Villa Vizcaya)（フロリダ州マイアミ）
- ペンシルバニア州
  - フィラデルフィア美術館（ペンシルバニア州フィラデルフィア）
  - バーンズ・コレクション（ペンシルバニア州フィラデルフィア）
  - ペンシルバニア大学アーサー・ロス美術館(Arthur Ross Gallery)（ペンシルバニア州フィラデルフィア）
  - カーネギー美術館(Carnegie Museum of Art)（ペンシルバニア州ピッツバーグ）
- マサチューセッツ州
  - アマースト大学ミード美術館(Mead Art Museum)（マサチューセッツ州アマースト）
  - ボストン美術館（マサチューセッツ州ボストン）
  - イザベラ・スチュワート・ガードナー美術館（マサチューセッツ州ボストン）
  - ウースター美術館(Worcester Art Museum)（マサチューセッツ州ウースター）
  - フォッグ美術館（マサチューセッツ州ケンブリッジ）
  - スターリン・フランシーン・クラーク・アート・インスティテュート(Clark Art Institute)（マサチューセッツ州ウィリアムズタウン）
  - スミス大学美術館(Smith College Museum of Art)（マサチューセッツ州ノーサンプトン）
- ミシガン州
  - ミシガン大学付属美術館(University of Michigan Museum of Art)（ミシガン州アナーバー）
  - デトロイト美術館（ミシガン州デトロイト）
- ミズーリ州
  - セントルイス美術館（ミズーリ州セントルイス）
  - ミルドレッド・レーン・ケンパー美術館（ミズーリ州セントルイス）
- ミネソタ州
  - ミネソタ大学ダルース校ツイード美術館(Tweed Museum of Art)（ミネソタ州ダルース）
  - ミネアポリス美術館(ミネソタ州ミネアポリス)
  - ウォーカー・アート・センター(ミネソタ州ミネアポリス)
- メイン州
  - ボウディン大学美術館(Bowdoin College Museum of Art)（メイン州ブランズウィック）
  - ポートランド美術館（メイン州ポートランド）
- メリーランド州
  - ウォルターズ美術館(メリーランド州ボルティモア)
- ユタ州
  - ユタ美術館(Utah Museum of Fine Arts)（ユタ州ソルトレイク・シティ）
- ルイジアナ州
  - ニューオリンズ美術館（ルイジアナ州ニューオリンズ）
- ワシントン州
  - シアトル美術館（ワシントン州シアトル）
  - フライ美術館(Frye Art Museum)（ワシントン州シアトル）

- プエルトリコ
  - ポンセ美術館

### カナダ
- アートギャラリー・オブ・オンタリオ（トロント）
- アルバータ美術館（エドモントン）
- ウィニペグ美術館（ウィニペグ）
- カナダ国立美術館（オタワ）
- ケベック国立美術館（ケベックシティー）
- バンクーバー美術館（バンクーバー）
- モントリオール美術館（モントリオール）
- モントリオール現代美術館（モントリオール）
- レミー・モダン（サスカチュワン州サスカトゥーン）

## 中南米

### アルゼンチン
- アルゼンチン国立美術館（ブエノスアイレス）
- マルバ美術館(MALBA)（ブエノスアイレス）

### ウルグアイ
- ウルグアイ国立美術館（モンテビデオ）

### キューバ
- ハバナ国立美術館（ハバナ）

### ブラジル
- サンパウロ美術館（サンパウロ）
- ニテロイ現代美術館（サンパウロ）
- サンパウロ近代美術館
- ブラジル国立美術館（リオデジャネイロ）

### メキシコ
- メキシコ国立美術館 （メキシコシティ）
- ソウマヤ美術館（メキシコシティ）
- フリーダ・カーロ美術館（メキシコシティ）
- グッゲンハイム・グアダラハラ（グアダラハラ）

## オセアニア

### オーストラリア
- シドニー現代美術館（シドニー）
- ニュー・サウス・ウェールズ州立美術館（シドニー）
- ビクトリア国立美術館（メルボルン）
- オーストラリア国立美術館（キャンベラ）
- 西オーストラリア美術館（パース）
- 南オーストラリア美術館（アデレード）
- クイーンズランド州立近代美術館（ブリスベン）

### ニュージーランド
- オークランド美術館(Auckland Art Gallery)（オークランド）
- ダニーデン市立美術館(Dunedin Public Art Gallery)（ダニーデン）

## アジア

### 中国
- 故宮博物院（北京）
- 中国美術館（北京）
- 上海美術館（上海）
- 広東美術館(廣東美術館)（広州）
- 広州美術館(广州美术馆)（広州）
- 天津美術館（天津）
- 江蘇省美術館(江苏省美术馆)（南京）
- 南京美術館（南京）
- 香港芸術館（香港）

### 台湾
- 国立故宮博物院（台北）
- 国立台湾美術館（台中）
- 奇美博物館（台南）
- 台北市立美術館（中国語版）（台北）
- 台北当代芸術館（台北）
- 台北故事館（台北）
- 新竹市美術館（新竹）
- 彰化県立美術館（中国語版）（彰化）
- 嘉義市立美術館（嘉義）
- 台南市美術館（台南）
- 高雄市立美術館（中国語版）（高雄）
- 台東美術館（中国語版）（台東）

### 韓国
- 国立現代美術館 (京畿道果川市)
- サムスン美術館 Leeum (ソウル)
- 澗松美術館 (ソウル)
- 湖巌美術館（京畿道龍仁市処仁区）

### タイ
- バンコク国立美術館（バンコク）
- タイランド・クリエイティブ・アンド・デザインセンター（バンコク）
- ジャムジュリー・アートギャラリー（バンコク）
- クイーンズギャラリー (タイ)（バンコク）

### スリランカ
- コロンボ国立美術館（コロンボ）

## 中東

### イスラエル
- イスラエル美術館（エルサレム）
- テルアビブ美術館(Tel Aviv Museum of Art)（テルアビブ）

### トルコ
- イスタンブール現代美術館(İstanbul Modern)（イスタンブール）

## アフリカ

### 南アフリカ共和国
- ヨハネスブルグ美術館（ヨハネスブルグ）